# Фейзич, Дамир
Дами́р Фе́йзич (серб. Дамир Фејзић / Damir Fejzić; 16 апреля 1994, Вршац) — сербский тхэквондист лёгкой и средней весовых категорий, выступает за сборную Сербии начиная с 2011 года. Участник летних Олимпийских игр в Лондоне, участник чемпионатов мира, Средиземноморских и Европейских игр, победитель и призёр многих турниров национального и международного значения.

## Биография
Дамир Фейзич родился 16 апреля 1994 года в городе Вршаце автономного края Воеводина, Югославия.
Дебютировал на международном уровне в сезоне 2007 года, когда впервые вошёл в состав сербской национальной сборной и выступил на чемпионате Европы среди кадетов в Будапеште. В 2009 году побывал на чемпионате мира среди юниоров в Измире, где сумел дойти до стадии четвертьфиналов. Впоследствии побывал ещё на нескольких юниорских первенствах мира, хотя попасть на них в число призёров не смог ни разу.
Благодаря череде удачных выступлений удостоился права защищать честь страны на летних Олимпийских играх 2012 года в Лондоне — в зачёте лёгкого веса на предварительном этапе со счётом 5:3 победил перуанца Питера Лопеса, но в четвертьфинале 3:8 проиграл представителю Великобритании Мартину Стэмперу и лишился тем самым всяких шансов на попадание в число призёров.
После лондонской Олимпиады Фейзич остался в основном составе сербской национальной сборной и продолжил принимать участие в крупнейших международных турнирах. Так, в 2013 году он выступил на Средиземноморских играх в Мерсине, в средней весовой категории дошёл до четвертьфинала, где потерпел поражение от марокканца Иссама Шернуби. В то время как на чемпионате мира в Пуэбле выступал в лёгком весе и в первом же своём поединке был побеждён россиянином Альбертом Гауном. В 2015 году представлял страну на первых Европейских играх в Баку, однако на стадии 1/8 финала со счётом 12:0 уступил представителю Азербайджана Миладу Харчегани, который в итоге и выиграл этот турнир. При этом на мировом первенстве в Челябинске выиграл два первых поединка, но в третьем был остановлен Аронльдом Нкоем из Демократической Республики Конго.
В 2016 году Дамир Фейзич пытался пройти отбор на Олимпийские игры в Рио-де-Жанейро, но не смог этого сделать, на квалификационном олимпийском турнире в Стамбуле занял лишь третье место, в полуфинале проиграв со счётом 9:16 хорвату Филипу Гргичу.